# Венцеслав Николов
Венцеслав Михайлов Николов е български концертиращ артист, виолончелист и диригент, професор в Националната музикална академия „Проф. Панчо Владигеров“ в София, писател.

## Биография

### Години на учение
Венцеслав Николов е роден в Русе. Шестгодишен взима първи уроци по чело при баща си – известния русенски виолончелист, диригент и педагог Мишо Николов (1903 – 1988). През 1957 – 67 г. учи в Музикалното училище и Музикалната академия в София при Кирил Вапорджиев. През 1967 – 68 г. специализира в Московската консерватория при Мстислав Ростропович и Наталия Шаховская. През 1973 и 1975 г. участва в майсторските класове на американския виолончелист-виртуоз Янош Старкер в Люцерн, Швейцария.

### Години на странстване
Първите си концерти Венцеслав Николов изнася 14-годишен. През декември 1966 г. е дебютът му със Софийската филхармония в премиерното за България изпълнение на Концерт № 1 от Дмитрий Шостакович под палката на Добрин Петков. През 1970 – 90 г. развива интензивна концертна дейност – солист е на симфонични оркестри, изнася камерни концерти, концертни турнета из цяла Европа, Северна и Централна Америка. Няколкократно участва в най-стария фестивал за класическа камерна музика в Европа – „Международен фестивал на камерната музика“, Пловдив. Гастролира в световните музикални центрове – от Мексико и Куба до страните от бившия Съветски съюз и Монголия, където до 2010 година изнася над 1500 концерта. Творческата му биография включва над 200 студийни записа в Радио София и БНТ, а също в Кьолн, Франкфурт, Баден-Баден, Бремен, Карлсруе, Лайпциг – за „Балкантон“, „Мега“, „Гега“ и МДФ-Лайпциг.

## Репертоар
Виж: Концертен репертоар на проф. Венцеслав Николов
Репертоарът на проф. Николов обхваща повече от 400 творби – от виолончеловите концерти до виртуозни миниатюри, от барока, класиката и романтизма – Йохан Себастиан Бах, Хендел, Хайдн, Моцарт, Бетховен, Брамс, Дворжак до съвременността – Антон Веберн, Витолд Лютославски, Кшищоф Пендерецки, Б. А. Цимерман и новата българска музика с творби от Константин Илиев, Иван Спасов, Лазар Николов, Васил Казанджиев и др. Много съвременни композитори са му посветили свои творби.
Наред със солистичните си изяви Венцеслав Николов поддържа обширен камерен репертоар и сътрудничи с именити музиканти като цигуларите Сашко Гаврилов, Георги Бадев, Минчо Минчев, Веселин Парашкевов и пианистите Бруно Канино, Николай Евров, Снежина Гълъбова, Ружка Чаракчиева, Радослав Николов.
Свири с инструмент на Матео Гофрилер от 1726 година.

## Диригент
От 1983 година проф. Венцеслав Николов се налага и като диригент със създадения от него Колегиум Музикум, както и с различни симфонични и камерни оркестри в България и в чужбина. Изявява се на фестивалите във Витен, Улм, „Мартенски музикални дни“ в Русе и др. От 1989 година работи в Западна Европа, основно в Германия. От 1991 година е художествен ръководител на Föhrer Ferien-Akademie (FFA).

## Педагогическа дейност
Венцеслав Николов е професор по камерна музика в НМА „Проф. Панчо Владигеров“ в София. Създава Лятната академия на остров Фьор в Северно море. Води курсове и семинари в Баден-Баден, в Швейцария, Италия, САЩ (Мичиган и Флорида), както и майсторски класове в България. Негов ученик и последовател е утвърденият виолончелист Константин Евтимов – концертмайстор на Симфоничния оркестър на БНР.

## Литературно творчество
Венцеслав Николов се откроява и като писател-белетрист с точно око за детайлите от живота на музиканта. Пише разкази, импресии, приказки и легенди, пътеписи. Автор е на книгите:
- „Едно учителско семейство“ (2003)
- „Пътуване с VenziCello“ (2005)
- „Капричии“ (2006)
- „Острови“ (2007)
- „Пътека от звуци“ (2008)
- „Крадци на сенки“ (2009)
- „Да бягаме ли?“ (2011)
- „Заточен в рая“ (2013)
- „На бис“, поезия (2014)
- „За изкуството да си служим с правия ъгъл“ (2016)
- „За миналото и отдавна свършено време“ (2016)
- „Виолончелист“ (2017)

## Отличия и награди
- На 7 май 2008 година Венцеслав Николов е удостоен със званието „Почетен гражданин на град Русе“ „за неговите изключителни заслуги за развитие и издигане на престижа на град Русе като значим музикален и културен център“.[5]
- На 1 ноември 2008 година в софийската зала „България“ са връчени наградите „Кристална лира“ за върхови постижения през изминалия сезон в областта на музикалното и танцовото изкуство. Наградите са учредени от Министерството на културата, Съюза на българските музикални и танцови дейци и радио „Класик ФМ“. Венцеслав Николов (виолончело) и Ружка Чаракчиева (пиано) получават „Кристална лира“ в раздела „Камерна формация“ за юбилейния им концерт на 19 април 2008 г. под наслов „50 години на сцената“ в залата на Национално музикално училище „Любомир Пипков“.[6]

## Отзиви
Панчо Владигеров – композитор:
| „ | Превъзходен артист и преди всичко проникновен музикант. Безупречен инструменталист, човек с голяма ерудиция. Неговата способност да изпълнява музика от всички стилове и епохи, в това число съвременни класици е достойна за истинско възхищение. | “ |

Константин Илиев – композитор:
| „ | Венцеслав Николов принадлежи към онези изключителни музиканти, които съчетават виртуозността с откритата емоционалност, с богатото въображение. Неговото вдъхновено изкуство се нарежда сред постиженията на най-големите. | “ |

Мстислав Ростропович – виолончелист и диригент (Русия):
| „ | Българският виолончелист Венцеслав Николов се хареса с прецизното си изпълнение. Той живее на сцената в своя собствен музикален свят... | “ |

Янош Старкер – виолончелист и музикален педагог (САЩ):
| „ | Считам Венцеслав Николов за великолепен челист и музикант. Неговият опит като изпълнител и педагог го поставя в първите редици на съвременниците му... Всяка музикална институция може да се гордее да има в редовете си Венцеслав Николов. | “ |

## Концертен репертоар
Виолончело соло
1. Р.Бальозов „Добре дошъл, XX век“
2. Р.Бальозов „Капричио по повод“
3. Р.Бальозов „Моц-арт Капричио по друг повод“
4. Й.С.Бах Сюита #1
5. Й.С.Бах Сюита #2
6. Й.С.Бах Сюита #3
7. Й.С.Бах Сюита #4
8. Й.С.Бах Сюита #5
9. Й.С.Бах Сюита #6
10. Б.Бритън Сюита #1 (Серенада и Марш из Сюита #1)
11. Б.Бритън Сюита #1 (Canto terzo et Bourdone из Сюита #1)
12. Б.Бритън Сюита #3
13. Б.Бритън „SACHER variation“
14. Е.Велес Соната
15. М.Големинов Соната
16. Й.Дафов „Елегия“
17. Й.Дафов „Zehn“
18. Й.Дафов Речитатив и Ария
19. Й.Дафов Размишления
20. А.Жоливе Концертна сюита
21. Ж.Ибер „Гирларзана“
22. К.Илиев „Solo per Venzicello“
23. П.Кадоша Сонатина
24. В.Казанджиев Соната 1975
25. Г.Касадо Сюита
26. Н.Кауфман-В.Николов „Песни от Дряновския край“
27. Н.Кауфман-В.Николов „Родопски песни“
28. З.Кодай Соната оп.8
29. З.Кодай Капричио
30. К.Лендвай „Quinten musik“
31. В.Лютославски „SACHER variation“
32. Г.Минчев „Монодия“
33. Кш. Пендерецки Капричио
34. Кш. Пендерецки „Per Slava“
35. Б.Петков „Размишление“
36. С.Пиронков 2 Прелюда
37. С.Прокофиев „Марш из детска музика“
38. М.Регер Сюита #1
39. М.Регер Сюита #2
40. М.Регер Ларго и Гавот из Сюита #2
41. М.Регер Сюита #3
42. М.Регер Прелюд и скерцо из Сюита #3
43. Ф.Сабо Соната
44. Б.Спасов „Ода“
45. И.Спасов „Per violoncello solo“
46. „Spirituals“ – 2 американски песни
47. Р.Тахел „Испанска народна сюита“
48. Г.Ф.Телеман Сюита
49. Ж.Хайнен Вариации
50. Х.В.Хенце Серенада
51. П.Хиндемит Соната
52. Д.Христов Соната
53. П.Хубер „SACHER“
54. Б.А.Цимерман Соната
55. Б.А.Цимерман 4 Студии
56. С.Цинцадзе „Чонгури“
57. А.Шнитке Импровизация
58. И.Юн 7 етюда
59. „Японски песни“

За виолончело и пиано
1. И.Албениц „Малагеня“
2. И.Албениц „Танго“
3. Р.Бальозов „Ин – Венци – и“
4. С.Баншчиков „4 мимолетности“
5. С.Барбър Соната
6. Б.Барток „За децата“
7. Б.Барток „Румънски танци“
8. Й.Кр. Бах Соната ре мажор
9. Й.С.Бах Соната #1
10. Й.С.Бах Соната #2
11. Й.С.Бах Соната #3
12. Й.С.Бах Адажио
13. Й.С.Бах Ариозо
14. Й.С.Бах Ария
15. Й.С.Бах „Ела, сладка Смърт!“
16. Л.ван Бетховен Соната оп.5 #1
17. Л.ван Бетховен Соната оп.5 #2
18. Л.ван Бетховен Соната оп.69
19. Л.ван Бетховен Соната оп.102 #1
20. Л.ван Бетховен Соната оп.102 #2
21. Л.ван Бетховен Вариации върху тема от Хендел
22. Л.ван Бетховен 7 Вариации върху тема от Моцарт
23. Л.ван Бетховен 12 Вариации върху тема от Моцарт
24. Л.ван Бетховен Сонатина
25. Л.ван Бетховен Менует
26. Ле Бо Соната
27. Л.Бокерини Соната ла мажор
28. Л.Бокерини Рондо
29. Й.Брамс Соната оп.38
30. Й.Брамс Соната оп.99
31. Ж.Б.Бревал Соната сол мажор
32. Б.Бритън Соната
33. М.Брух „Кол Нидрай“
34. М.Брух „Аве Мария“
35. Дж. Валентини Соната ми мажор
36. К.М.фон Вебер Соната
37. К.М.фон Вебер Полонеза
38. К.М.фон Вебер Адажио и Рондо
39. А.фон Веберн Соната
40. А.фон Веберн 3 малки пиеси оп.11
41. А.фон Веберн 2 ранни пиеси 1899
42. А.Вивалди Ларго
43. А.Вивалди Соната ми минор
44. П.Владигеров „Ласка“
45. П.Владигеров „Песен и Хумореска“
46. Дж. Гершуин 2 пиеси из „Порги и Бес“
47. А.Глазунов „Испанска серенада“
48. А.Глазунов „Мелодия“
49. Кр. В. Глук „Мелодия“
50. М.Големинов Прелюд
51. Е.Гранадос „Андалуза“
52. Е.Гранадос Интермецо
53. Й.С.Бах-Ш.Гуно „Аве Мария“
54. Е.Григ Соната ла минор
55. А.Дворжак Рондо
56. К.Дебюси Соната
57. К.Дебюси Ноктюрно – скерцо
58. Е.Денисов Соната
59. Е.Денисов 3 пиеси
60. Фр. Джеминиани Соната #3
61. Е.Елгар „Привет на любовта“
62. Ж.Ибер „Малкото бяло магаре“
63. К.Илиев „Коментарии“
64. В.Казанджиев „Силуети“
65. В.Казанджиев „Сага“
66. Е.Картер Соната
67. Г.Касадо „Реквиеброс“
68. З.Кодай Адажио
69. З.Кодай Соната оп.4
70. Фр. Крайслер „Любовна тъга“
71. Фр. Крайслер „Хубавата Розмари“
72. Кр. Кюркчийски Соната
73. Ф.Лист „Любовни мечти“
74. Ф.Лист „Der Du von dem Himmel bist“
75. П.Локатели Соната ре мажор
76. М.Маре „Ла Фолиа“
77. Б.Мартину Вариации върху словашка песен
78. Б.Мартину Соната #2
79. А.Марчело Адажио
80. В.А.Моцарт Андантино
81. Ж.Масне Елегия
82. Ф.Менделсон Соната #1
83. Ф.Менделсон Соната #2
84. Ф.Менделсон „Песен без думи“
85. И.Мошковски „Китара“
86. Н.Мясковски Соната
87. Л.Николов Соната #1
88. Л.Николов Соната #2
89. Л.Николов „Pezzo tempestoso“
90. А.Онегер Соната
91. Н.Паганини „Мойсей“
92. М.Т.Парадиз Сицилиана
93. Б.Петков „Вариации 1956 година“
94. Д.Поппер „Унгарска рапсодия“
95. С.Прокофиев Соната
96. С.Прокофиев Адажио
97. С.Прокофиев Валс
98. С.Прокофиев Марш из „Любовта към трите портокала“
99. С.Прокофиев „Танц на антилските девойки“
100. М.Равел „Хабанера“
101. Й.Райнбергер 3 пиеси
102. Ж.Ф.Рамо „Тамбурин“
103. Ж.Ф.Рамо Менует
104. С.Рахманинов Прелюд
105. С.Рахманинов „Вокализ“
106. С.Рахманинов Соната 3 ч.
107. М.Регер Адажио
108. М.Регер Романс
109. М.Регер Малък романс
110. Н.Римски Корсаков „Полетът на бръмбара“
111. Н.Римски Корсаков „Химн на слънцето“
112. К.Сен-Санс „Лебедът“
113. К.Сен-Санс „Priere“
114. К.Сен-Санс Алегро апасионато
115. Х.Стивън „Унгарски песни“
116. И.Стравински „Италианска сюита“
117. И.Спасов „Бурлеска“
118. А.Танев „Игра“
119. М.де Файя „Испанска народна сюита“
120. М.де Файя „Танц на огъня“
121. Г.Форе „Елегия“
122. Г.Форе „След един сън“
123. В.Фортнер Соната
124. Ц.Франк Соната ла мажор
125. Фр. Франкьор Соната ми мажор
126. П. Хаджиев Скерцо
127. Й. Хайдн Менует
128. Й. Хайдн Адажио и Менует
129. Р. Хелер „Диптихон“
130. Г.Фр. Хендел Ларго
131. Г.Фр. Хендел Ларго („Ксеркс“)
132. П. Хиндемит Соната 1948
133. П. Хиндемит „Жабата отива да се сватосва“
134. П. Хиндемит „Meditation“
135. П. Хиндемит Капричио
136. П. Хиндемит Скерцо
137. П. Хиндемит „Фантастични пиеси“
138. Цв. Цветанов Соната
139. С.Цинцадзе „Чонгури“
140. П.И. Чайковски „Есенна песен“
141. П.И. Чайковски „Сантиментален валс“
142. П.И. Чайковски Ноктюрно
143. П.И. Чайковски Анданте кантабиле
144. А. Черепнин Соната
145. А. Шнитке Соната 1979
146. Фр. Шопен Соната
147. Фр. Шопен Интродукция и Полонеза
148. Фр. Шопен Мазурка ла минор
149. Фр. Шопен Ноктюрно до диез минор
150. Д.Шостакович Соната
151. Фр. Шуберт Соната арпежионе
152. Фр. Шуберт „Зимен път“
153. Фр. Шуберт „Аве Мария“
154. Фр. Шуберт „Du bist die Ruh“
155. Фр. Шуберт „Romanze“
156. Фр. Шуберт „Staendchen“
157. Фр. Шуберт „Auf dem Wasser zu singen“
158. Фр. Шуберт „Roeslein“
159. Фр. Шуберт „Schaefers Klagelied“
160. Фр. Шуберт „На музиката“
161. Фр. Шуберт Анданте из Сонатина
162. Г.Шулер „Genete“
163. Р.Шуман Пет пиеси в народен стил
164. Р.Шуман Фантастични пиеси оп.73
165. Р.Шуман Адажио и алегро оп.70
166. Р.Шуман „Мечтание“
167. Р.Щраус Соната фа мажор
168. Л.Яначек „Приказка“

Концерти и пиеси за виолончело с оркестър
1. Й.Кр. Бах Концерт до минор
2. К.Ф.Е.Бах Концерт ла мажор
3. Л.ван Бетховен Троен концерт за цигулка и виолончело
4. Е.Блох Рапсодия „Шеломо“
5. Л.Бокерини Концерт си бемол мажор
6. Й.Брамс Двоен концерт за цигулка и виолончело
7. М.Брух „Кол Нидрай“
8. А.Вивалди Концерт сол мажор
9. А.Вивалди Концерт ре минор
10. А.Вивалди 2 Концерта за виолончело и фагот
11. А.Вивалди Концерт за цигулка и виолончело
12. А.Вивалди Концерт за 2 виолончели
13. П.Владигеров „Концертна фантазия“
14. П.Владигеров „Елегичен романс“
15. А.Дворжак Концерт оп.104
16. К.Илиев „Tempi concertati“ #3 (Концерт за виолончело)
17. К.Илиев „Tempi concertati“ #4 (За цигулка и виолончело)
18. Й.Йосифов Концерт #1
19. Й.Йосифов Концерт #2
20. Фр. Купрен 5 концертни пиеси
21. Е.Лало Концерт ре минор
22. В.Лютославски Концерт
23. М.Мон-Шьонберг
24. А.Онегер Концерт
25. Л.Пипков Симфония концерт
26. Д.Поппер „Унгарска рапсодия“
27. С.Прокофиев Симфония концерт
28. Х.Пфицнер Двоен концерт за цигулка и виолончело
29. Г.Пфлюгер Двоен концерт за цигулка и виолончело
30. Д.Сагаев Концерт
31. К.Сен-Санс Концерт ла минор
32. К.Сен-Санс Алегро апасионато
33. Г.Ф.Телеман Соната
34. Г.Форе „Елегия“
35. Й.Хайдн Концерт ре мажор
36. Й.Хайдн Концерт до мажор
37. Г.Фр. Хендел Концерт за 2 чели
38. П.Хиндемит Камерна музика #3
39. П.И.Чайковски Ноктюрно
40. П.И.Чайковски Анданте кантабиле
41. П.И.Чайковски Вариации на тема „Рококо“
42. Д.Шостакович Концерт #1
43. Д.Шостакович Концерт #2
44. Р.Шуман Концерт ла минор
45. Р.Щраус „Дон Кихот“

Камерна музика за виолончело с други инструменти
1. Р.Бальозов „База и надстройка“ за 2 чели
2. Р.Бальозов „База и надстройка“ с магнетофонна лента
3. Р.Бариер Соната за 2 чели
4. Б.Барток Сюита „За децата“ (с контрабас)
5. Й.С.Бах 3 канона с виола
6. Л.ван Бетховен Клавирно трио оп.1 #1
7. Л.ван Бетховен Клавирно трио оп.1 #2
8. Л.ван Бетховен Клавирно трио оп.1 #3
9. Л.ван Бетховен Клавирно трио оп.70 #1
10. Л.ван Бетховен Клавирно трио оп.97
11. Л.ван Бетховен Клавирно трио оп.11
12. Л.ван Бетховен Струнно трио оп.9 #1
13. Л.ван Бетховен „Серенада“
14. Л.ван Бетховен Дует с виола
15. Л.ван Бетховен Дует с цигулка
16. Ж.Б.дьо Боамортие Соната за 3 виолончели
17. Й.Брамс Трио оп.114
18. Й.Брамс Секстет оп.18
19. Й.Брамс Клавирно трио оп.8
20. Й.Брамс Клавирно трио оп.101 до минор
21. Й.Брамс Клавирен квартет
22. Е.Вила-Лобос „Бразилска бахиана“ #1
23. Е.Вила-Лобос „Бразилска бахиана“ #5 (сопран)
24. Р.Глиер Дуети за 2 виолончели
25. Й.Дафов „Gesang der Nacht“ (виолончело соло и струнен квартет)
26. А.Дворжак Клавирно трио „Dumki“
27. А.Дворжак Клавирно трио фа минор
28. К.Дебюси Клавирно трио
29. К.Илиев Дуо с цигулка
30. К.Илиев Дуо с виола „Ad libitum“
31. К.Илиев Клавирно трио
32. К.Илиев „Tempi concertati“ #6
33. К.Илиев 7 Багатели с кларинет
34. В.Казанджиев „Миражи“ с цигулка, кларинет и пиано
35. В.Казанджиев Соната за цигулка и виолончело
36. В.Казанджиев „Отражения“ за 2 виолончели
37. В.Казанджиев „Песента на делфина“
38. В.Казанджиев „Моменти“ за струнно трио
39. Н.Кауфман Сюита за 2 виолончели
40. Н.Кауфман 4 песни за чело и дамски хор
41. З.Кодай Дуо оп.7 с цигулка
42. З.Кодай Дуети за 2 виолончели
43. Фр. Купрен Концерт #12 за 2 виолончели
44. Фр. Купрен Концерт #13 за 2 виолончели
45. Фр. Купрен Енигма за 2 виолончели
46. Фр. Купрен Концертни пиеси за 2 виолончели
47. В.Лютославски Буколики за 2 виолончели
48. М.Манциарли Клавирно трио с флейта
49. Б.Мартину Дуо #1 с цигулка
50. Ф.Менделсон Бартолди Клавирно трио #1
51. Ф.Менделсон Клавирно трио № 2
52. О.Месиен „Квартет за края на времето“ с цигулка, кларинет и пиано
53. В.А.Моцарт Соната за два ниски инструмента (фагот, виолончело)
54. В.А.Моцарт Клавирно трио сол мажор
55. В.А.Моцарт Клавирно трио до мажор
56. Л.Николов „Метаморфози“ #1
57. Л.Николов Клавирно трио
58. А.Онегер Сонатина с цигулка
59. Ж.Офенбах Дует за 2 виолончели
60. Н.Паганини Трио с цигулка и китара
61. Г.Пфлюгер Клавирно трио
62. М.Равел Соната с цигулка
63. М.Равел Клавирно трио
64. М.Регер Струнно трио оп.77 б
65. Дж. Росини Дует с контрабас
66. И.Спасов Соната за 2 виолончели
67. Е.Тох Дуо с цигулка
68. Л.Фаренк Клавирно трио с флейта
69. Г.Форе Клавирно трио
70. Й.Хайдн Дует с цигулка
71. Й.Хайдн Клавирно трио ми бемол мажор
72. Й.Хайдн Клавирно трио #1 ('Ongarese)
73. Ж.Хайнен Клавирно трио
74. Г.Фр. Хендел Соната за 2 виолончели
75. Г.Фр. Хендел-Халворсен Пасакалия с цигулка
76. П.Хиндемит Дуо с виола
77. П.Холм Сюита за ансамбъл виолончели
78. П.И.Чайковски „Детски кът“ сюита за 3 виолончели
79. П.И.Чайковски „Химн“ за 4 виолончели
80. П.И.Чайковски Клавирно трио
81. А.Шнитке „Химни“
82. Д.Шостакович „Сюита по стихове на А.Блок“
83. Д.Шостакович Клавирно трио #2
84. Фр. Шуберт Клавирно трио #1 оп.99
85. Фр. Шуберт Клавирно трио #2 оп.100
86. Фр. Шуберт Струнно трио #1
87. Фр. Шуберт Струнно трио #2
88. Фр. Шуберт Клавирно трио си бемол мажор (ранно)
89. Фр. Шуберт Ноктюрно (Клавирно трио)
90. Фр. Шуберт фрагмент
91. Фр. Шуберт Адажио за 2 чели
92. Р.Шуман Фантастични пиеси оп.88 (клавирно трио)
93. Й.Щраус „Картини от северно море“ за ансамбъл виолончели

Дирижирани творби
1. Б.Барток Сюита „За децата“
2. Б.Барток-Л.Вайнер Сюита
3. Й.С.Бах Бранденбурски концерти 1 – 6
4. Й.С.Бах Концерт за обой и цигулка
5. Й.С.Бах Концерт за цигулка ми мажор
6. Й.С.Бах Ария
7. А.Берг Камерен концерт
8. Б.Бритън Вариации върху тема от Фр. Бридж
9. Б.Бритън „Simple Symfony“
10. А.фон Веберн Концерт оп.24
11. А.фон Веберн „Бавна част“
12. А.Вивалди Кончерто гросо в ре минор
13. А.Вивалди Концерт за 4 цигулки
14. А.Вивалди Кончерто гросо
15. А.Вивалди 2 Концерта за фагот
16. А.Вивалди Концерт за 2 цигулки
17. Г.Динику „Хоро стакато“
18. Е.Елгар „Серенада“
19. В.Зеленка „Musika Slovaka“
20. В.Казанджиев „Картини от България“
21. А.Корели Кончерто гросо оп.6 #6
22. А.Корели Кончерто гросо коледно
23. А.Марчело Концерт за обой
24. В.А.Моцарт „Църковни сонати“
25. В.А.Моцарт Симфония #28
26. Л.Николов „Метаморфози“ #1
27. Л.Николов „Метаморфози“ #2
28. А.Онегер Втора симфония
29. А.Онегер „Химни“
30. А.Онегер Прелюд, Ариозо и Фугета
31. Х.Пърсел Шакона
32. О.Респиги „Антични танци“
33. П.Сарасате „Хота Навара“
34. Ж.Сибелиус Импромтю
35. Б.Спасов „The Beginning“
36. Б.Спасов „От дълбините“
37. Б.Спасов „Простори“
38. И.Спасов „Canti lamentozi“
39. Г.Ф.Телеман Сюита „Wassermusik“
40. Г.Тутев „Kалвино мозаик“
41. Ж.Хайнен Сюита
42. Г.Фр. Хендел Кончерто гросо в ла минор оп.516 #4
43. Г.Фр. Хендел Увертюра „Агрипина“
44. П.Хиндемит 5 пиеси
45. Д.Шостакович Камерна симфония
46. Д.Шостакович Концерт за пиано и тромпет #1
47. Д.Шостакович Прелюд и скерцо оп.11
48. Фр. Шуберт Симфония #8
49. Фр. Шуберт 5 менуета и 6 триа
50. А.Шьонберг Камерна симфония оп.9
51. А.Шьонберг „Просветлена нощ“
52. Й.Щраус „Пицикато полка“

## Участия
- 46-о издание на „Международния фестивал на камерната музика“, Пловдив – 2008 г. Концерт на Венцеслав Николов – виолончело (в дуо с Радослав Николов – пиано)[8].
- 47-о издание на „Международния фестивал на камерната музика“, Пловдив – 2009 г. Концерт на „Академичен квартет“ – София съвместно с Венцеслав Николов – виолончело.[9]
- 50-о юбилейно издание на „Международния фестивал на камерната музика“, Пловдив – 2014 г. Концерт на камерен ансамбъл „Силуети“[10], съвместно с Венцеслав Николов – виолончело.[11]